# Школа прерій

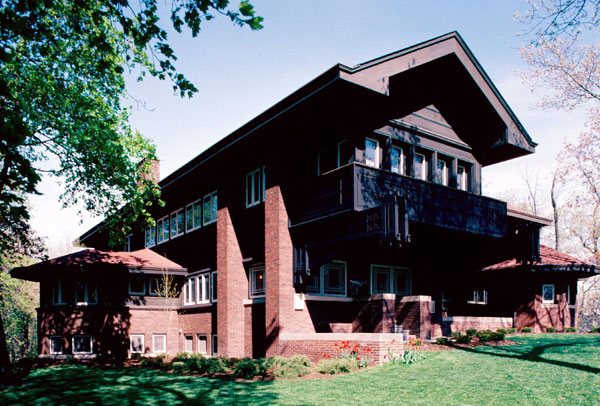
Будинок Гарольда К. Бредлі, Медісон, Вісконсин. Архітектори Луїс Саллівен і Джордж Грант Елмслі

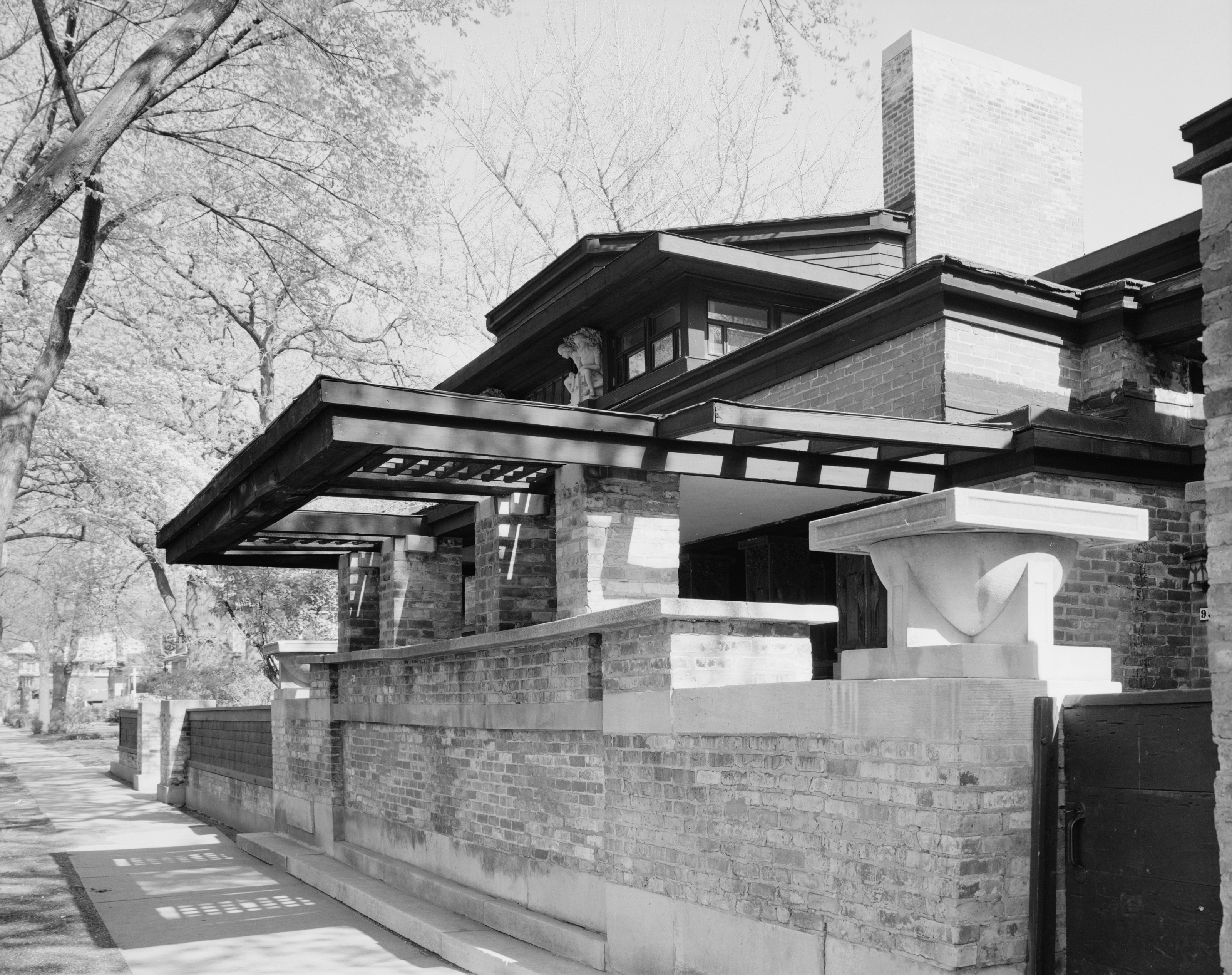
Будинок і студія Френка Ллойда Райта. Оук-парк, Іллінойс.

Школа прерій (англ. Prairie School) або стиль прерій — архітектурний напрям кінця XIX — початку XX століття, поширений головним чином на Середньому Заході США. Є одним з напрямів «органічної архітектури».
Для стилю характерна велика кількість горизонтальних ліній, переважання плоских дахів, широких карнизів, що виступають і хитромудрого орнаменту. Школа прерій позначила розрив із традиціями архітектури XIX століття. Горизонтальні деталі будівель нагадували пейзажі Великих рівнин, чим і пояснювалася образна назва школи. Водночас на стиль вплинули конструкції японських храмів, з якими американці уперше познайомилися незадовго до виникнення нової течії в архітектурі.
Ініціатором і родоначальником руху став Луїс Саллівен. Серед видатних представників школи прерій можна назвати таких архітекторів:
- Френк Ллойд Райт (у ході свого творчого розвитку пройшов через різні стилі)
- Волтер Берлі Гріффін і Маріон Махоні Гріффін
- Вільям Грей Перселл
- Джордж Грант Елмслі

## Ресурси Інтернету
- Вікісховище має мультимедійні дані за темою: Школа прерій
- Minneapolis Institute of Arts, Prairie School [Архівовано 29 грудня 2008 у Wayback Machine.]
- The Prairie School style [Архівовано 13 грудня 2015 у Wayback Machine.]

## Фототека

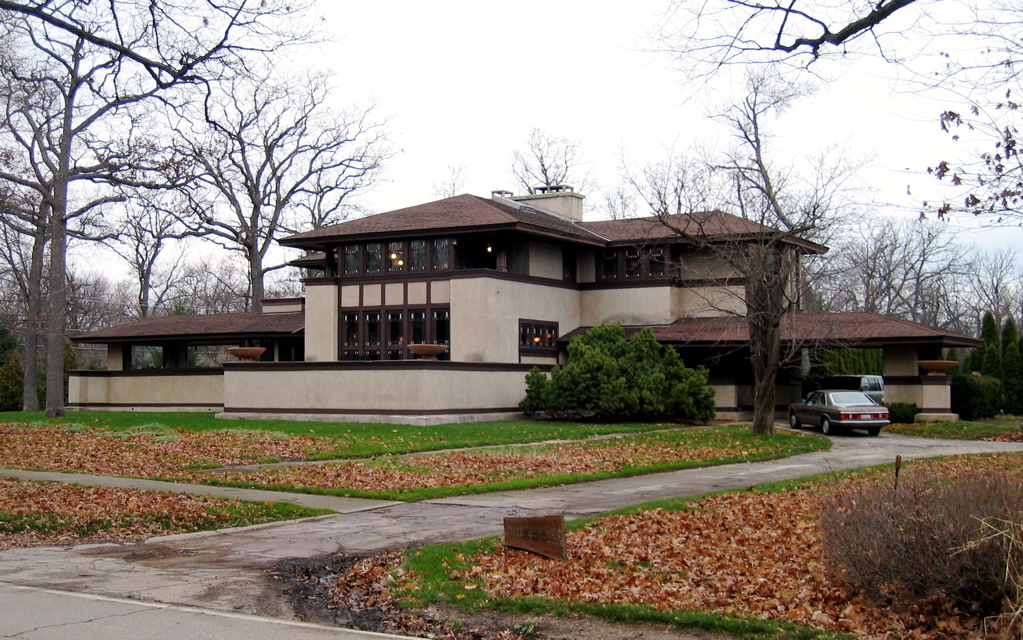
Ward Willits House; Highland Park, Illinois, 1901 one of the first Prairie Houses by Frank Lloyd Wright
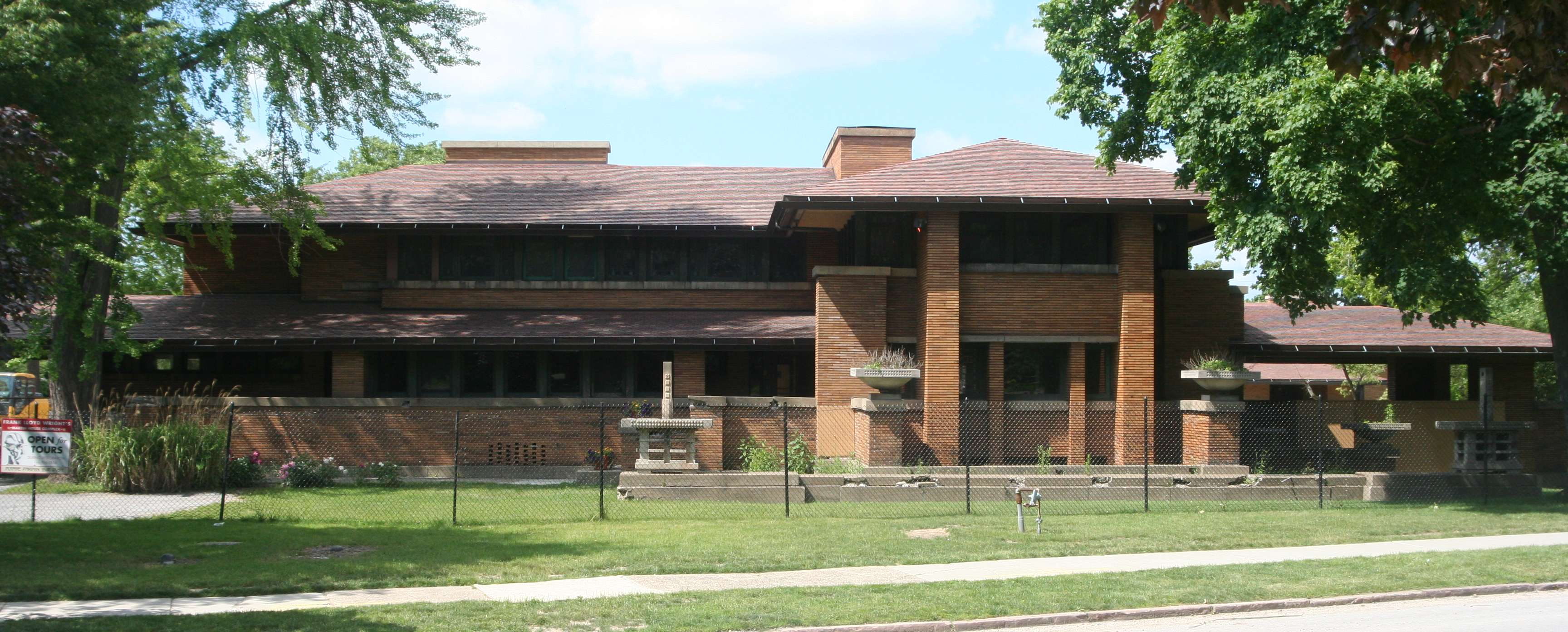
The Darwin Martin House; Buffalo, NY built 1903-05 by Frank Lloyd Wright
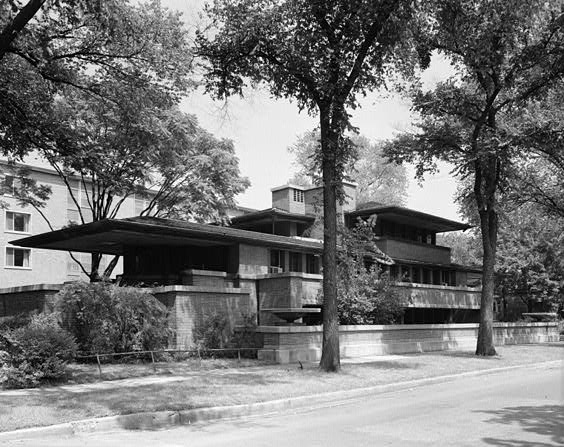
Robie House; Chicago, Illinois 1908 by Frank Lloyd Wright
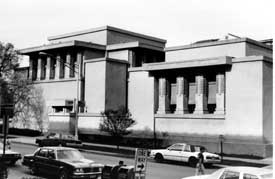
Unity Temple; Oak Park, Illinois, 1905-08 by Frank Lloyd Wright
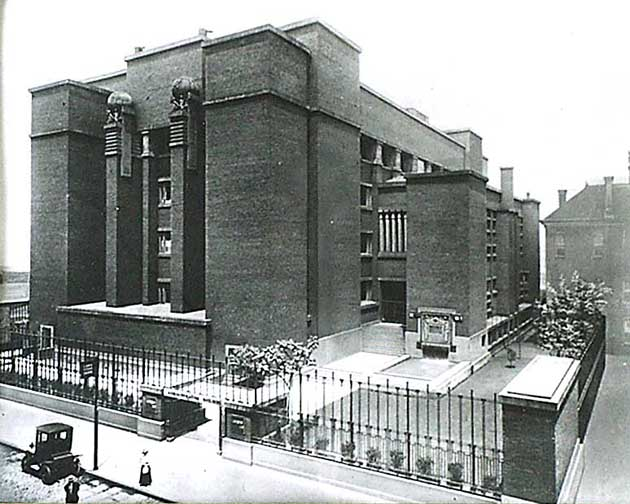
Larkin Administration Building; Buffalo, NY 1906 by Frank Lloyd Wright
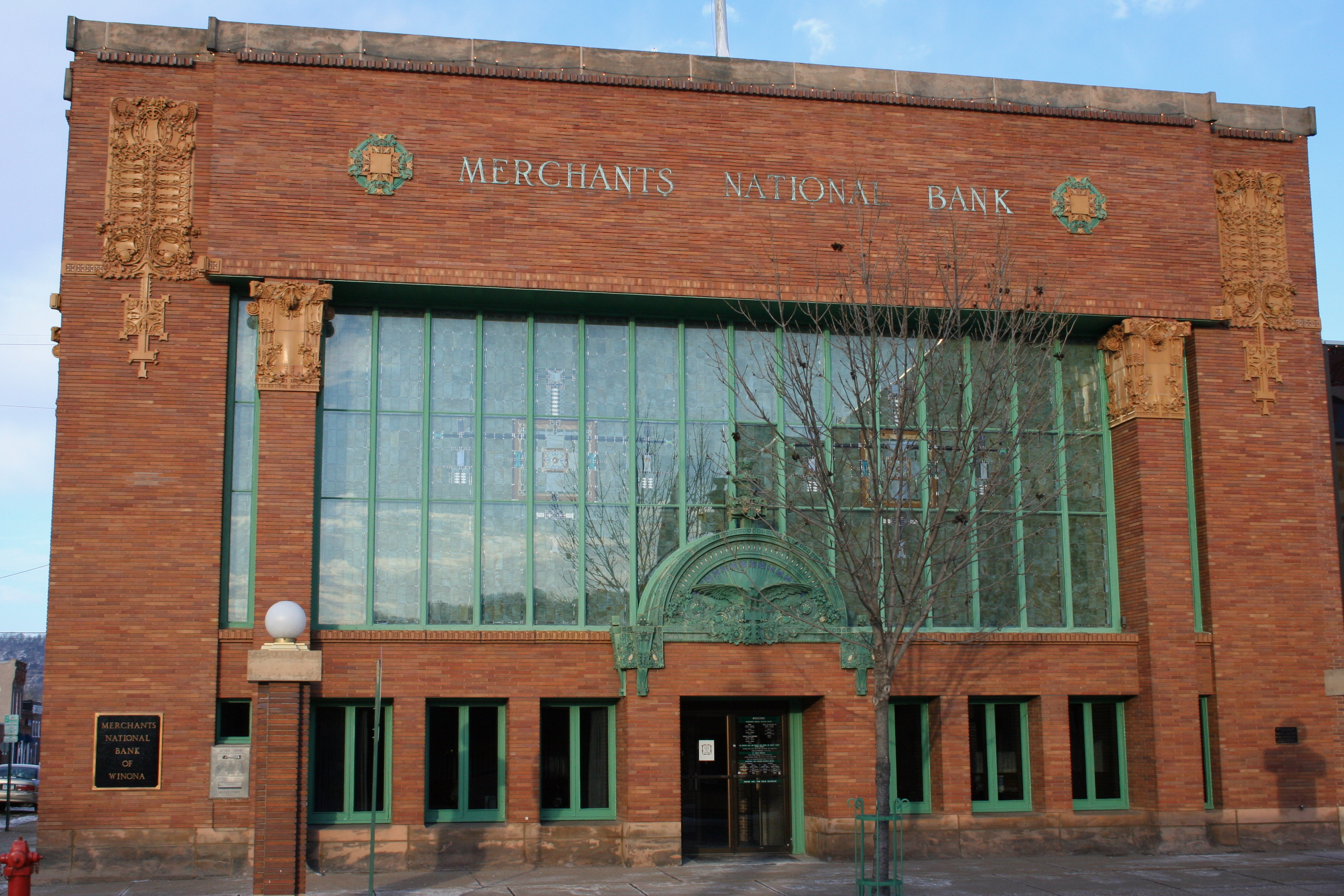
Merchants National Bank; Winona, Minnesota, 1912 by Purcell and Elmslie
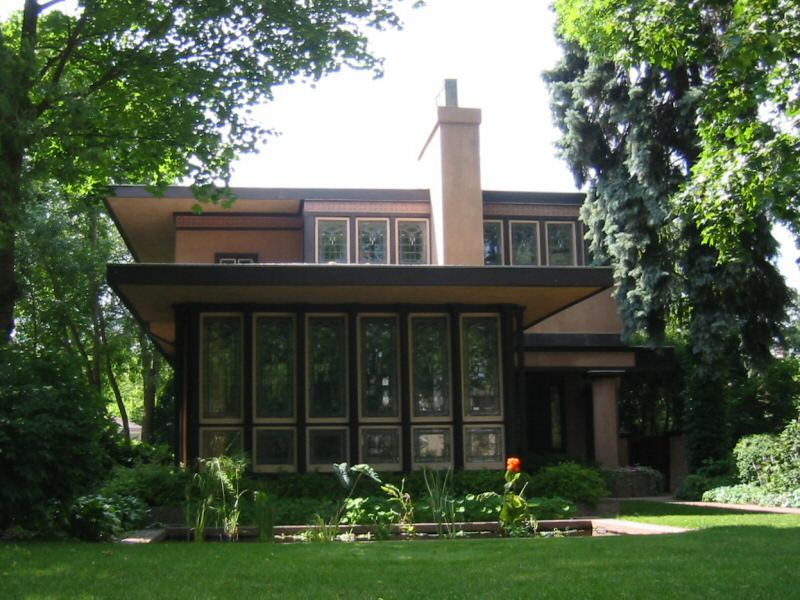
Purcell House; Minneapolis, Minnesota 1913 by Purcell and Elmslie
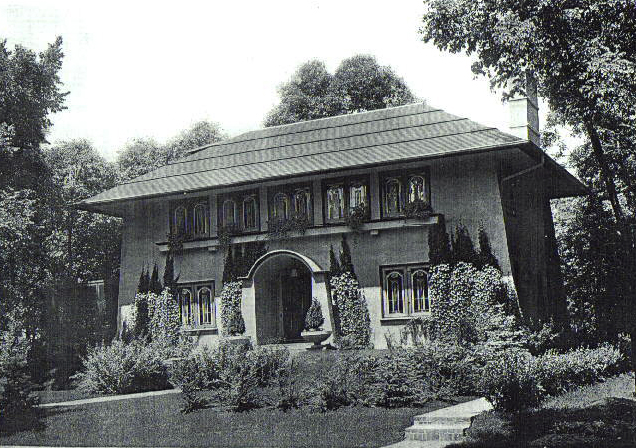
Henry Schultz House, Winnetka, Illinois, 1907 by George W. Maher
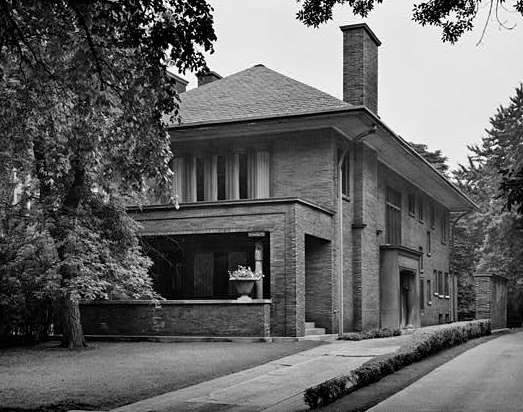
The Ernest J. Magerstadt House, Chicago, Illinois, 1908 by George Washington Maher
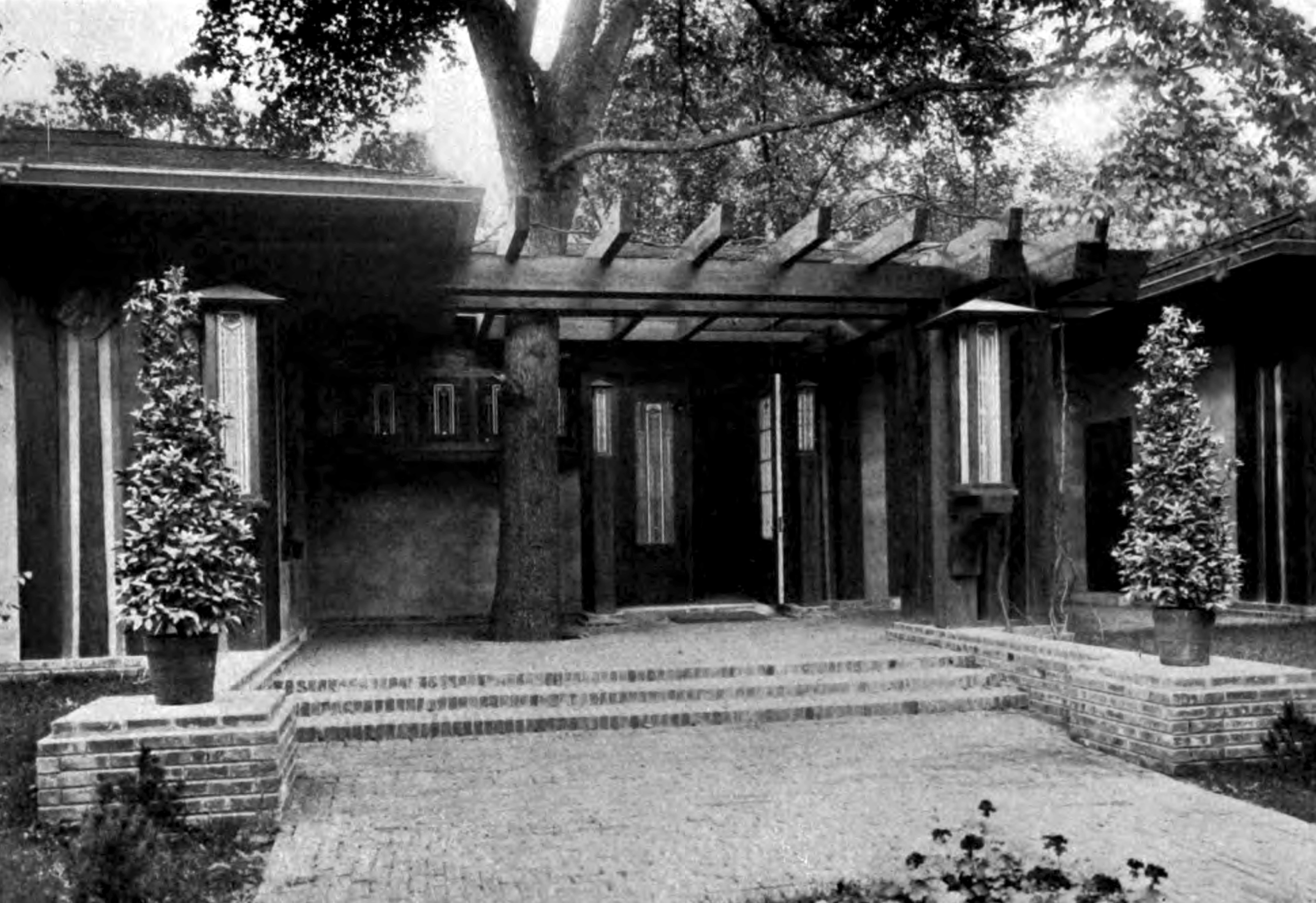
The Kenilworth Club entrance; Kenilworth, Illinois, built in 1907, George Washington Maher architect
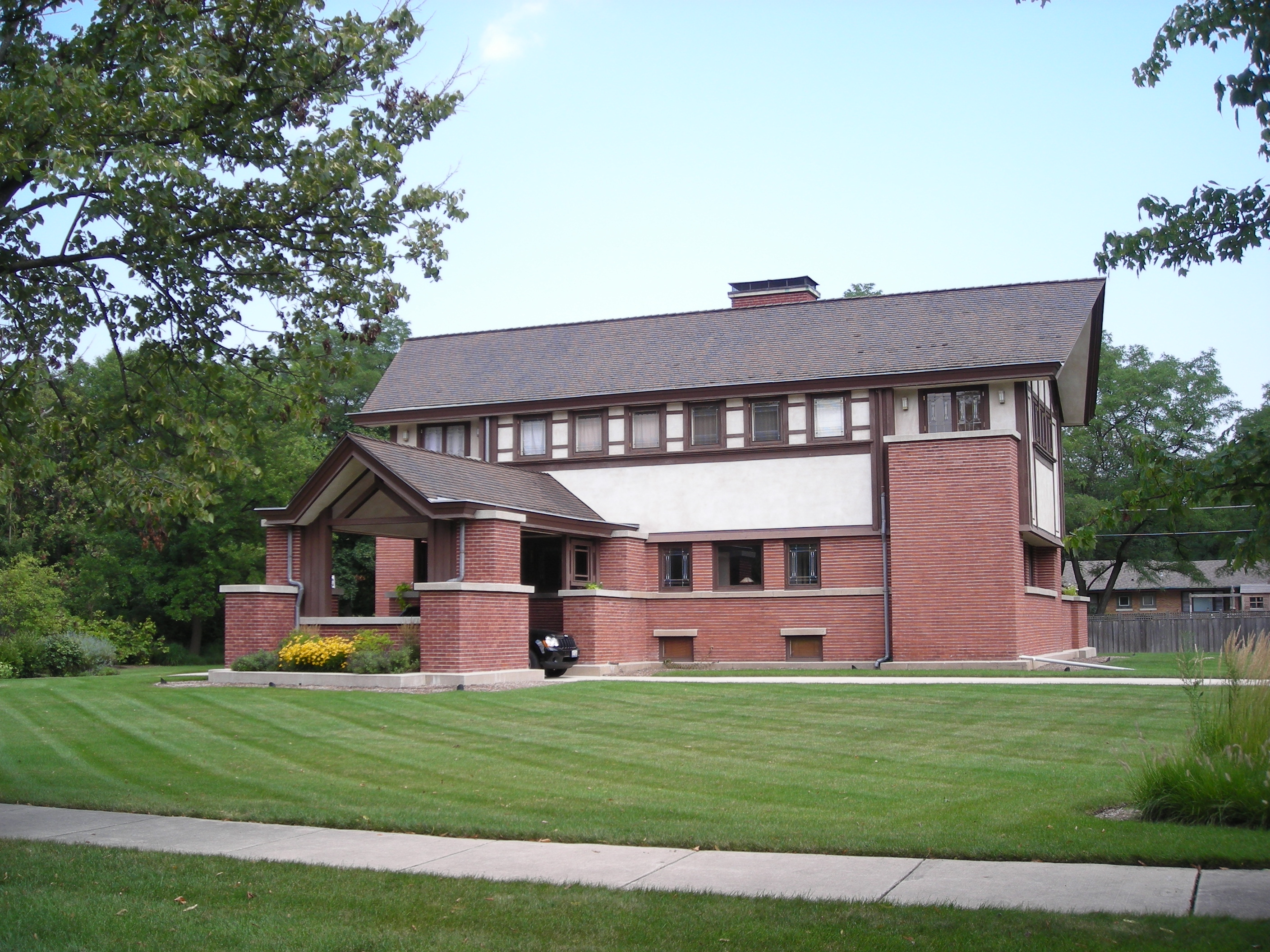
William H. Emery, Jr. House, 1903 by Walter Burley Griffin
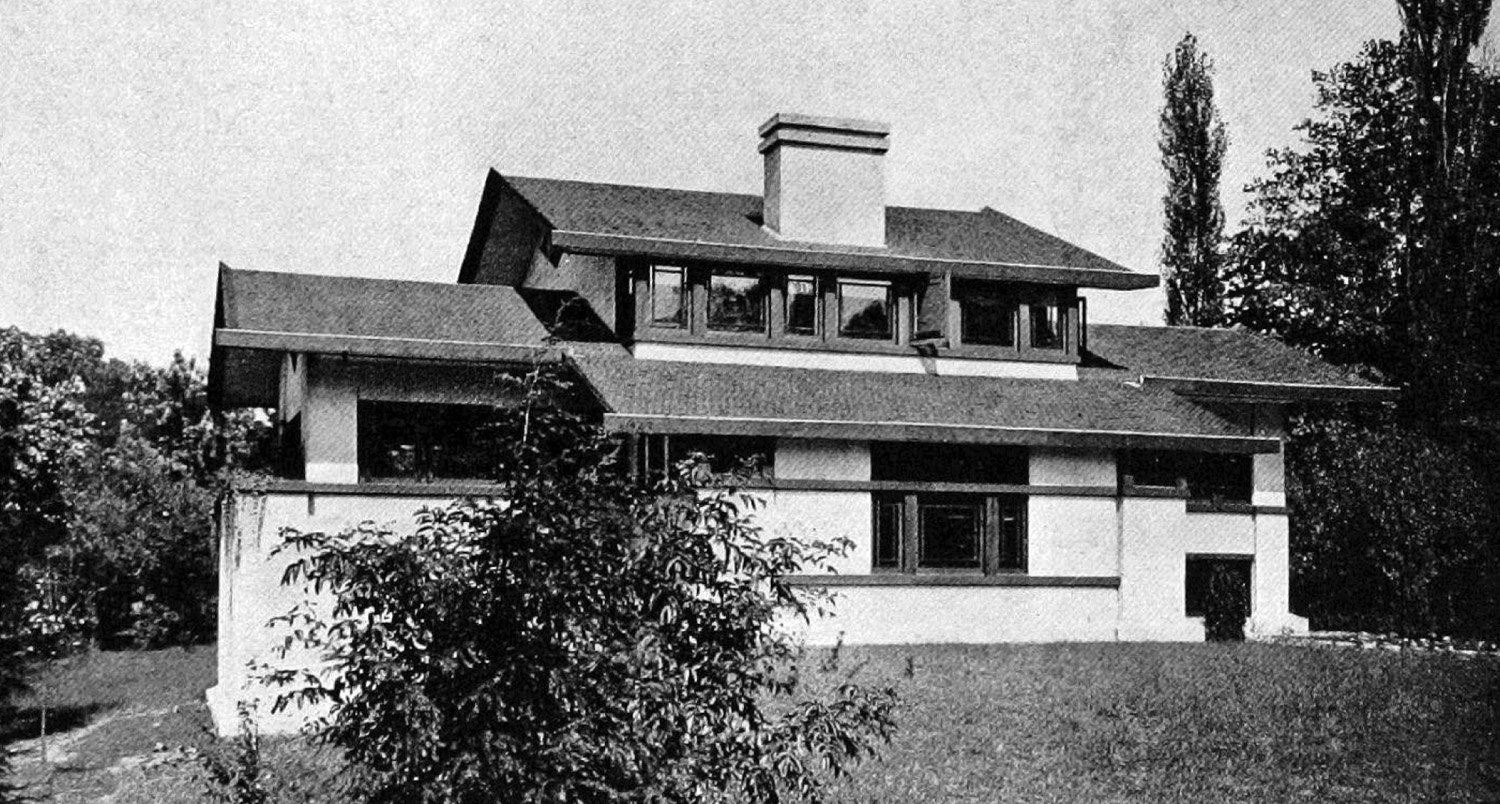
Ralph Griffin House; Edwardsville, Illinois 1913 by Walter Burley Griffin
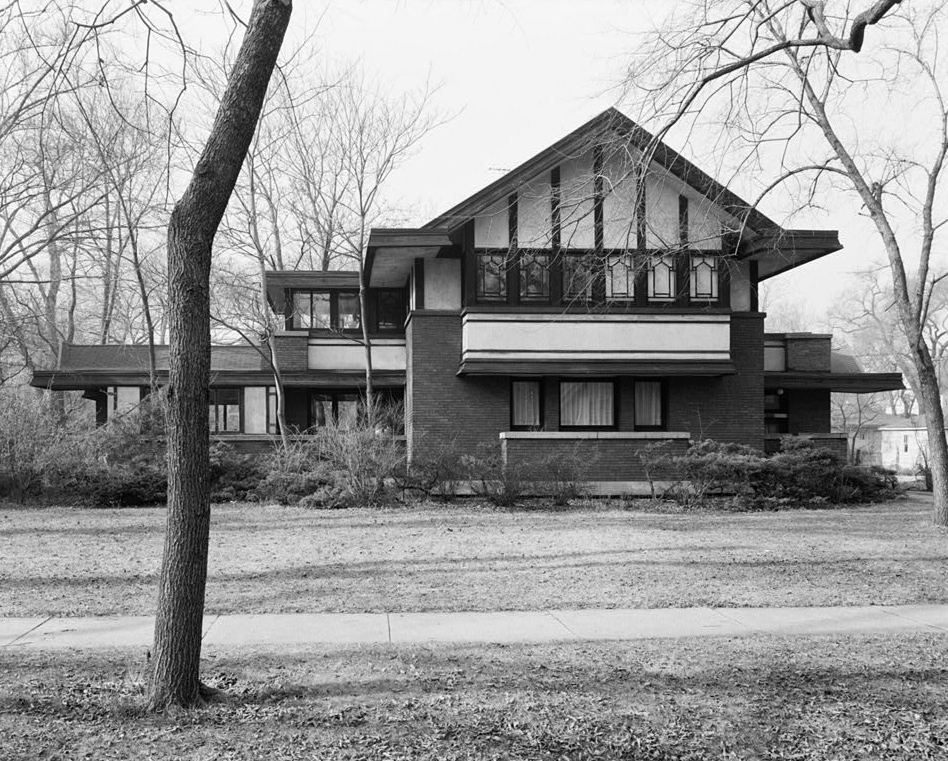
Frederick Carter House; Evanston, Illinois 1910 by Walter Burley Griffin
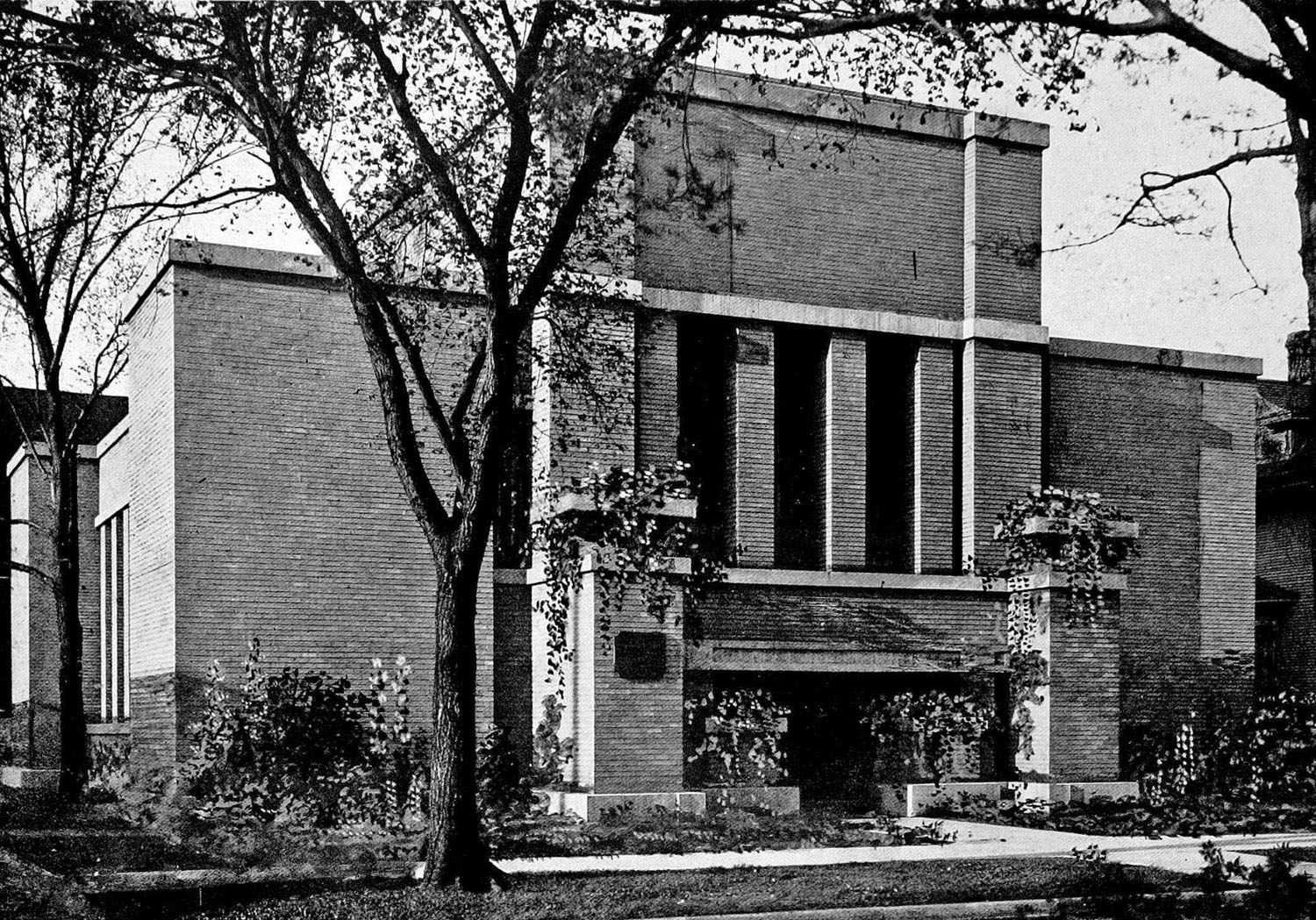
First Congregational Church; Chicago, Illinois 1908 by William Eugene Drummond
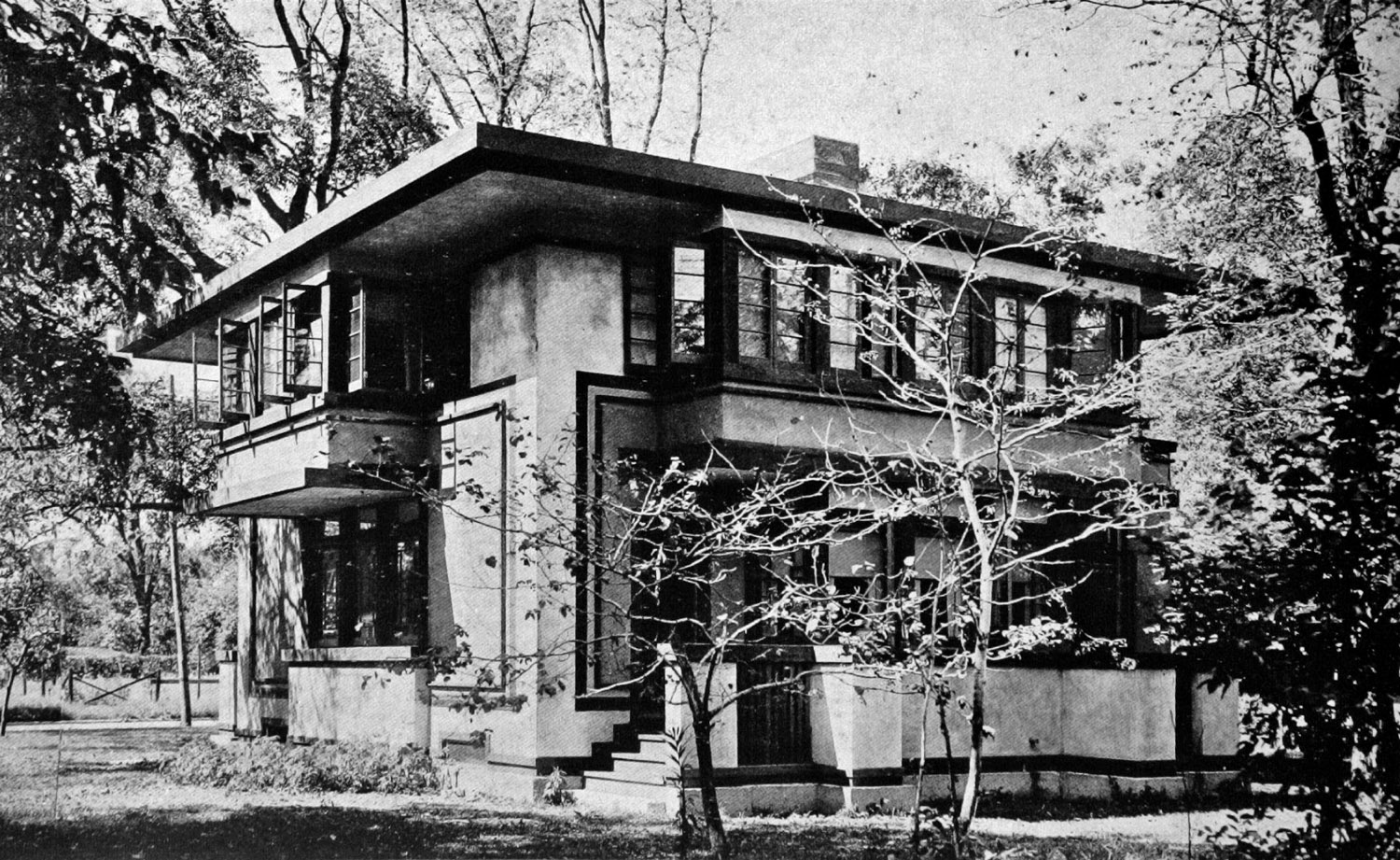
Architect William Eugene Drummond own house; River Forest, Illinois 1910
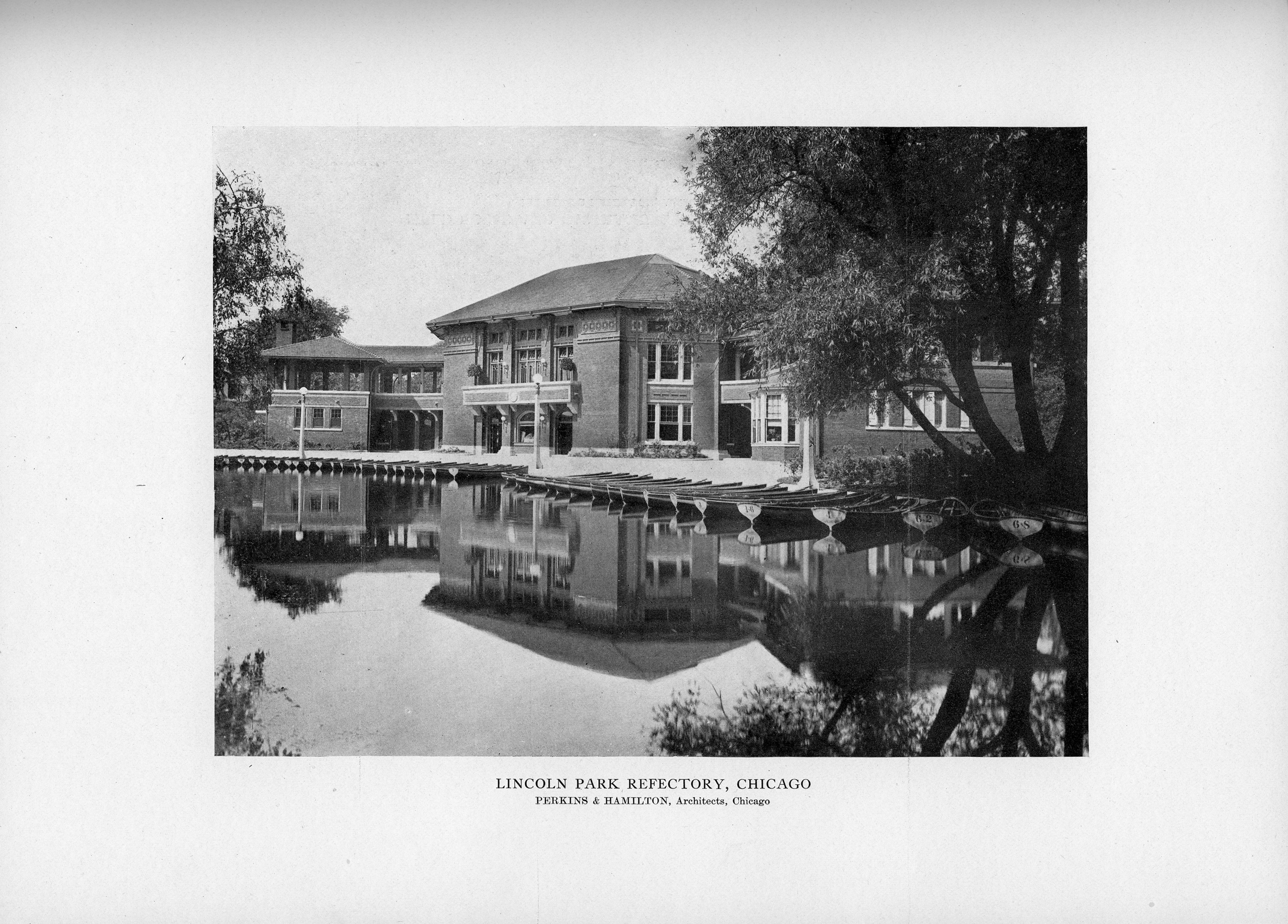
Cafe Brauer, Lincoln Park circa 1908 by Dwight Heald Perkins